# Neuracanthus spinosus
Neuracanthus spinosus är en akantusväxtart som beskrevs av Defl.. Neuracanthus spinosus ingår i släktet Neuracanthus och familjen akantusväxter. Inga underarter finns listade i Catalogue of Life.